# SOS
SOS

SOS se obično rabi za opis međunarodnog signala za pomoć Morseovim kodom (· · · — — — · · ·), a 1. srpnja 1908. godine usvojen kao takav.
SOS se povezuje se s frazama kao što su Save our ship (spasite naš brod) ili Save Our Souls. 
Međutim SOS je najkraća i najjedostavnija riječ u Morseovom kodu, a sastoji se od tri kratka signala, tri duga i još tri kratka. Signal je biran jer ne znači ništa zato što je morao biti međunarodno prihvaćen.

## Vanjske poveznice
- Priloga radija Neum